# День единения народов
День единения народов Беларуси и России (бел. Дзень яднання народаў Беларусі і Расіі) — российский и белорусский праздник, отмечаемый на государственном уровне. Отмечается 2 апреля в связи с тем, что в этот день в 1996 году был подписан договор о создании сообщества Беларуси и России президентом Б.Н. Ельциным, что предполагало единение экономического пространства и законодательной базы двух стран. Ещё через год был подписан договор о Союзе Беларуси и России президентом А. Лукашенко.
Договор о создании Союзного государства вступил в силу после обмена ратификационными грамотами двух глав государств 26 января 2000 г. По условиям договора граждане России и Беларуси имели равные права в сфере труда, здравоохранения, отдыха, образования, и на беспрепятственное передвижение на территории Союзного государства. В рамках союзного государства реализуется множество программ в промышленности, строительстве, освоение космоса и пр. Успешное сотрудничество дало старт для создания дальнейших программ совместной деятельности государств, так в 2015 году начал свою работу Евразийский экономический союз, так же Таможенный союз, Единое экономическое пространство России, Беларуси и Казахстана.
В 1997 году ЦБ РФ выпустил памятную монету, посвящённую этому событию.